# 牙中駅
牙中駅（アジュンえき）は、かつて大韓民国全羅北道全州市徳津区にあった韓国鉄道公社全羅線の駅である。

## 歴史
- 1981年5月25日：開業。
- 2008年12月1日：旅客取扱業務中止。
- 2011年5月9日：廃止[1]。